# Dicranomyia (Dicranomyia) sanctaecruzae sanctaecruzae
Dicranomyia (Dicranomyia) sanctaecruzae sanctaecruzae is een ondersoort van de tweevleugelige Dicranomyia (Dicranomyia) sanctaecruzae uit de familie steltmuggen (Limoniidae). De ondersoort komt voor in het Neotropisch gebied.